# Lungenvenenfehlmündung
Bei einer Lungenvenenfehlmündung transportieren die Lungenvenen das sauerstoffreiche Blut auf die rechte Seite des Herz-Kreislauf-Systems und nicht, wie üblicherweise, in den linken Vorhof.

## Totale Lungenvenenfehlmündung
Alle vier Lungenvenen sind an den rechten Kreislauf angeschlossen. Es liegt also eine Komplette Lungenvenenfehlmündung (TAPVC = Total Anomalous Pulmonary Venous Connection) vor. Sie können in verschiedene Anteile münden:
- die obere und/oder untere Hohlvene
- den rechten Vorhof
- die Lebervene

Eine Operation wird möglichst unmittelbar nach der Diagnose unter Einsatz einer Herz-Lungen-Maschine durchgeführt. Verschließt sich das Foramen ovale nach der Geburt zu schnell, wird als Überbrückung bis zur Operation ein Rashkind-Manöver (Einreißen der Vorhofscheidewand) ausgeführt.

## Partielle Lungenvenenfehlmündung
Nur ein Teil der Lungenvenen mündet falsch und es betrifft jeweils nur eine Lunge, wobei die Fehlmündung der rechten Lungenvenen doppelt so häufig vorkommt wie die der linken. Sie münden in
- die obere Hohlvene
- in den rechten Vorhof
- selten in die untere Hohlvene

In den meisten Fällen liegt zusätzlich ein Atriumseptumdefekt (ASD) vor.
Durch die teilweise falsche Mündung der Lungenvenen gelangt vermehrt sauerstoffreiches Blut nach rechts und belastet volumenmäßig das rechte Herz (Vorhof und Herzkammer) und führt zu einer vermehrten Lungendurchblutung.
Die Kinder sind in der Regel voll belastbar und beschwerdefrei. Der Herzfehler wird oft zufällig im Rahmen einer Vorsorgeuntersuchung oder eines Infektes entdeckt.
Liegt eine eindeutige Belastung des rechten Herzens und der Lunge vor, ist die Operation unter Einsatz der Herz-Lungen-Maschine angezeigt. Das fehlgeleitete Lungenblut wird mittels eines Patches in Tunnelform in den linken Vorhof umgeleitet.

## Das Scimitar-Syndrom
Eine sehr seltene Form einer partiellen Lungenvenenfehlmündung ist das Scimitar-Syndrom (auch „Türkischer Säbel“ genannt). Alle oder ein Teil der Lungenvenen aus der rechten Lunge – meistens die Lungenvenen des rechten Mittel- und Unterlappens – münden in ein Sammelgefäß, welches zur unteren Hohlvene in der Gegend des Zwerchfells zieht und dort mündet. Dieses Sammelgefäß ist im Röntgenbild zu erkennen. Es hat einen gewundenen Verlauf, der an die Form eines türkischen Schwertes – eines Scimitars – erinnert. Diese Bezeichnung wurde erstmals 1956 verwendet. Beschreibungen dieses Krankheitsbildes gibt es jedoch schon aus den Jahren 1836 und 1912. Es können auch Blutgefäße aus der Aorta (Körperarterie) zu diesen Lungenlappen ziehen und dadurch Lungenareale bilden, die mit Blut überflutet werden. Diese Anteile werden Lungensequester genannt. Häufig sind bei diesem Krankheitsbild die rechte Lunge und/oder die Bronchien unterentwickelt und das Herz auf die rechte Seite verlagert.
Die hohe Blutzufuhr zum rechten Herzen (Links-rechts-Shunt) führt zu einer Belastung der gesamten Herzleistung und der Lunge und kann zu vermehrten Lungeninfektionen und Bronchitiden führen. Besonders bei einer zusätzlichen Blutversorgung aus der Aorta findet sich ein erhöhtes Risiko für eine Pulmonale Hypertonie (Lungenhochdruck).
Man unterscheidet eine „Erwachsenenform“ dieses Krankheitsbildes, die sich in Form eines Shunts wie beim Atriumseptumdefekt bemerkbar macht von der „Kleinkinderform“, bei der eine schwere Unterentwicklung der Lunge vorliegt und sich eine Pulmonale Hypertonie entwickelt hat.
Die Behandlung des Scimitar-Syndroms besteht in einer chirurgischen Korrektur. Der Blutfluss aus der Scimitar-Vene wird mittels Patch-Techniken in die linke Herzvorkammer umgeleitet. Das Vorgehen richtet sich nach den anatomischen Befunden des Patienten. Die Langzeitergebnisse bei der Erwachsenenform nach der Operation sind als günstig anzusehen. Bei der Kleinkinderform hängt die Prognose vom Ausmaß der Lungenhypoplasie ab.

## Diagnostik
- im Elektrokardiogramm (EKG) findet sich eine Rechtsherzbelastung
- die Echokardiografie zeigt eine vergrößerte rechte Herzkammer und einen erweiterten Pulmonalstamm
- im Röntgenbild erkennt man eine (leichte) Herzvergrößerung und vermehrte Lungendurchblutung
- die kardiale Magnetresonanztomographie ermöglicht eine detaillierte Darstellung der anatomischen Verhältnisse
- die Herzkatheteruntersuchung ist zur genauen Darstellung der Lungenvenen und ihrer Mündungsstelle erforderlich

## Prognose
Die Langzeiterfolge nach der Operation einer Lungenvenenfehlmündung sind in der Regel sehr gut. Bis auf (möglicherweise) die „Kleinkinderform“ beim Scimitar-Syndrom sind keine Einschränkung der Belastbarkeit zu erwarten. Lebenslange kardiologische Kontrolluntersuchungen in größeren Abständen sind angezeigt. Auch auf die lebenslange Endokarditisprophylaxe muss geachtet werden.